# Virginia Slims of Akron 1975
Virginia Slims of Akron 1975, також відомий під назвою Akron Tennis Open,  — жіночий тенісний турнір, що проходив на закритих кортах з килимовим покриттям Richfield Coliseum в Акроні, Огайо (США). Належав до серії Virginia Slims 1975. Відбувсь утретє і тривав з 3 до 9 лютого 1975 року. Кріс Еверт здобула титул в одиночному розряді й отримала за це 15 тис. доларів.

## Фінальна частина

### Одиночний розряд
Кріс Еверт —  Маргарет Корт  6–4, 3–6, 6–3
- Для Еверт це був 2-й титул в одиночному розряді за рік і 41-й — за кар'єру.

### Парний розряд
Франсуаза Дюрр  /  Бетті Стов —  Кріс Еверт  /  Мартіна Навратілова 7–5, 7–6